# Campeonato Mundial de Atletismo de 2017 - 3000 m com obstáculos feminino
A competição dos 3000 metros com obstáculos feminino no Campeonato Mundial de Atletismo de 2017 foi realizada no Estádio Olímpico de Londres nos dias 9 e 11 de agosto. Emma Coburn dos Estados Unidos levou a medalha de ouro.

## Recordes
Antes da competição, os recordes eram os seguintes:
| Recorde mundial                               | Ruth Jebet (BHR)                  | 8:52.78 | Saint-Denis, França     | 27 de agosto de 2016 |
| Recorde do campeonato                         | Yekaterina Volkova (RUS)          | 9:06.57 | Osaka, Japão            | 27 de agosto de 2007 |
| Melhor marca do ano                           | Celliphine Chepteek Chespol (KEN) | 8:58.78 | Eugene, Estados Unidos  | 26 de maio de 2017   |
| Recorde africano                              | Celliphine Chepteek Chespol (KEN) | 8:58.78 | Eugene, Estados Unidos  | 26 de maio de 2017   |
| Recorde asiático                              | Ruth Jebet (BHR)                  | 8:52.78 | Saint-Denis, França     | 27 de agosto de 2016 |
| Recorde da América do Norte, Central e Caribe | Emma Coburn (USA)                 | 9:07.63 | Rio de Janeiro, Brasil  | 15 de agosto de 2016 |
| Recorde sul-americano                         | Juliana Paula dos Santos (BRA)    | 9:38.63 | Praga, República Tcheca | 6 de junho de 2016   |
| Recorde europeu                               | Gulnara Samitova-Galkina (RUS)    | 8:58.81 | Pequim, China           | 17 de agosto de 2008 |
| Recorde da Oceania                            | Genevieve Lacaze (AUS)            | 9:14.28 | Saint-Denis, França     | 27 de agosto de 2016 |

Os seguintes recordes foram estabelecidos durante esta competição:
| Recorde                            | Tempo   | Atleta        | Nacionalidade | Data                 |
| ---------------------------------- | ------- | ------------- | ------------- | -------------------- |
| Campeonato                         | 9:02.58 | Emma Coburn   | USA           | 11 de agosto de 2017 |
| América do Norte, Central e Caribe | 9:02.58 | Emma Coburn   | USA           | 11 de agosto de 2017 |
| América do Sul                     | 9:35.78 | Belén Casetta | ARG           | 9 de agosto de 2017  |
| América do Sul                     | 9:25.99 | Belén Casetta | ARG           | 11 de agosto de 2017 |

## Medalhistas
| Ouro              | Prata                   | Bronze               |
| Emma Coburn (USA) | Courtney Frerichs (USA) | Hyvin Jepkemoi (KEN) |

## Tempo de qualificação
| Tempo de qualificação |
| --------------------- |
| 9:42.00               |

## Calendário
| Data                 | Horário | Fase          |
| -------------------- | ------- | ------------- |
| 9 de agosto de 2017  | 19:05   | Eliminatórias |
| 11 de agosto de 2017 | 21:25   | Final         |

Todos os horários estão no horário local (UTC+1)

## Resultados

### Eliminatórias
Qualificação: Três primeiros de cada bateria (Q) e os seis melhores tempos (q)
| Pos. | Série | Atleta                      | Nacionalidade  | Tempo    | Notas                |
| ---- | ----- | --------------------------- | -------------- | -------- | -------------------- |
| 1    | 2     | Beatrice Chepkoech          | Quênia         | 9:19.03  | Q                    |
| 2    | 2     | Ruth Jebet                  | Bahrein        | 9:19.52  | Q                    |
| 3    | 2     | Courtney Frerichs           | Estados Unidos | 9:25.14  | Q                    |
| 4    | 2     | Aisha Praught               | Jamaica        | 9:26.37  | q                    |
| 5    | 3     | Celliphine Chepteek Chespol | Quênia         | 9:27.35  | Q                    |
| 6    | 3     | Emma Coburn                 | Estados Unidos | 9:27.42  | Q                    |
| 7    | 3     | Genevieve LaCaze            | Austrália      | 9:27.53  | Q,                   |
| 8    | 3     | Winfred Mutile Yavi         | Bahrein        | 9:28.00  | q                    |
| 9    | 2     | Geneviève Lalonde           | Canadá         | 9:31.81  | q,                   |
| 10   | 3     | Etenesh Diro                | Etiópia        | 9:31.87  | q                    |
| 11   | 2     | Birtukan Fente              | Etiópia        | 9:33.99  | q,                   |
| 12   | 3     | Belén Casetta               | Argentina      | 9:35.78  | q,                   |
| 13   | 3     | Fabienne Schlumpf           | Suíça          | 9:36.08  |                      |
| 14   | 2     | Özlem Kaya                  | Turquia        | 9:37.06  | Recorde da temporada |
| 15   | 1     | Gesa Felicitas Krause       | Alemanha       | 9:39.86  | Q                    |
| 16   | 1     | Hyvin Jepkemoi              | Quênia         | 9:39.89  | Q                    |
| 17   | 1     | Purity Cherotich Kirui      | Quênia         | 9:40.53  | Q                    |
| 18   | 1     | Fadwa Sidi Madane           | Marrocos       | 9:40.61  |                      |
| 19   | 1     | Sofia Assefa                | Etiópia        | 9:40.88  |                      |
| 20   | 3     | Peruth Chemutai             | Uganda         | 9:43.04  |                      |
| 21   | 2     | Anna-Emilie Møller          | Dinamarca      | 9:44.12  |                      |
| 22   | 1     | Irene Sánchez-Escribano     | Espanha        | 9:46.59  |                      |
| 23   | 2     | Maria Larsson               | Suécia         | 9:48.13  |                      |
| 24   | 1     | Maeva Danois                | França         | 9:49.21  |                      |
| 25   | 3     | Rosie Clarke                | Grã-Bretanha   | 9:49.36  |                      |
| 26   | 1     | Alycia Butterworth          | Canadá         | 9:51.50  |                      |
| 27   | 3     | Viktória Gyürkés            | Hungria        | 9:52.66  |                      |
| 28   | 2     | Amina Bettiche              | Argélia        | 9:53.06  |                      |
| 29   | 1     | Mariya Shatalova            | Ucrânia        | 9:54.21  |                      |
| 30   | 1     | Lennie Waite                | Grã-Bretanha   | 9:54.97  |                      |
| 31   | 1     | Tigest Getent               | Bahrein        | 9:55.42  |                      |
| 32   | 3     | Maria Bernard               | Canadá         | 9:59.45  |                      |
| 33   | 2     | Victoria Mitchell           | Austrália      | 10:00.40 |                      |
| 34   | 3     | Francesca Bertoni           | Itália         | 10:01.36 |                      |
| 35   | 3     | María José Pérez            | Espanha        | 10:01.84 |                      |
| 36   | 2     | Camilla Richardsson         | Finlândia      | 10:07.04 |                      |
| 37   | 1     | Lucie Sekanová              | Chéquia        | 10:09.67 |                      |
| 38   | 3     | Tuğba Güvenç                | Turquia        | 10:13.03 |                      |
| 39   | 1     | Charlotta Fougberg          | Suécia         | 10:21.21 |                      |
| 40   | 2     | Teresa Urbina               | Espanha        | 10:21.90 |                      |
| 41   | 1     | Colleen Quigley             | Estados Unidos | DQ       | R 163.3(b)           |
| 42   | 2     | Luiza Gega                  | Albânia        | DNS      |                      |

### Final
A final da prova ocorreu dia 11 de agosto às 21:25.
| Pos.              | Atleta                      | Nacionalidade  | Tempo   | Notas                 |
| ----------------- | --------------------------- | -------------- | ------- | --------------------- |
| Medalha de ouro   | Emma Coburn                 | Estados Unidos | 9:02.58 | ,                     |
| Medalha de prata  | Courtney Frerichs           | Estados Unidos | 9:03.77 | Recorde pessoal       |
| Medalha de bronze | Hyvin Jepkemoi              | Quênia         | 9:04.03 |                       |
| 4                 | Beatrice Chepkoech          | Quênia         | 9:10.45 |                       |
| 5                 | Ruth Jebet                  | Bahrein        | 9:13.96 |                       |
| 6                 | Celliphine Chepteek Chespol | Quênia         | 9:15.04 |                       |
| 7                 | Etenesh Diro                | Etiópia        | 9:22.46 |                       |
| 8                 | Winfred Mutile Yavi         | Bahrein        | 9:22.67 | Recorde pessoal       |
| 9                 | Gesa Felicitas Krause       | Alemanha       | 9:23.87 |                       |
| 10                | Purity Cherotich Kirui      | Quênia         | 9:25.62 |                       |
| 11                | Belén Casetta               | Argentina      | 9:25.99 | Recorde sul-americano |
| 12                | Genevieve LaCaze            | Austrália      | 9:26.25 | Recorde da temporada  |
| 13                | Geneviève Lalonde           | Canadá         | 9:29.99 | Recorde nacional      |
| 14                | Aisha Praught               | Jamaica        | DSQ     | R 163.3(b)            |
| 15                | Birtukan Fente              | Etiópia        | DNS     |                       |

Legenda
| Recorde mundial       | Recorde mundial (World record)               |                       | Recorde africano                      | Recorde africano (African) |                                           | Q | Classificado por posição (Qualified) |
| Recorde do campeonato | Recorde do campeonato (Championship record)  | Recorde da América    | Recorde da América (Americas)         | q                          | Classificado por melhor tempo (Qualified) |   |                                      |
| Melhor marca do ano   | Melhor marca do ano (World leading)          | Recorde asiático      | Recorde asiático (Asian)              | DNS                        | Não largou (Did not start)                |   |                                      |
| Recorde nacional      | Recorde nacional (National record)           | Recorde europeu       | Recorde europeu (European)            | DNF                        | Não terminou (Did not finish)             |   |                                      |
| Recorde pessoal       | Recorde pessoal do atleta (Personal best)    | Recorde da Oceania    | Recorde da Oceania (Oceania)          | DSQ / DQ                   | Desclassificado (Disqualified)            |   |                                      |
| Recorde da temporada  | Recorde da temporada do atleta (Season best) | Recorde sul-americano | Recorde sul-americano (South America) | NM                         | Sem marca (No mark)                       |   |                                      |